# Aelurodon
Aelurodon – wymarły rodzaj ssaka drapieżnego z podrodziny Borophaginae, w obrębie rodziny psowatych (Canidae). Żył od czasów fauny barstowiańskiej 16 milionów lat temu, co przypada na miocen środkowy, aż do klarendońskiej w miocenie późnym, 9 milionów lat temu. Żył więc przez 7 milionów lat.

## Pochodzenie

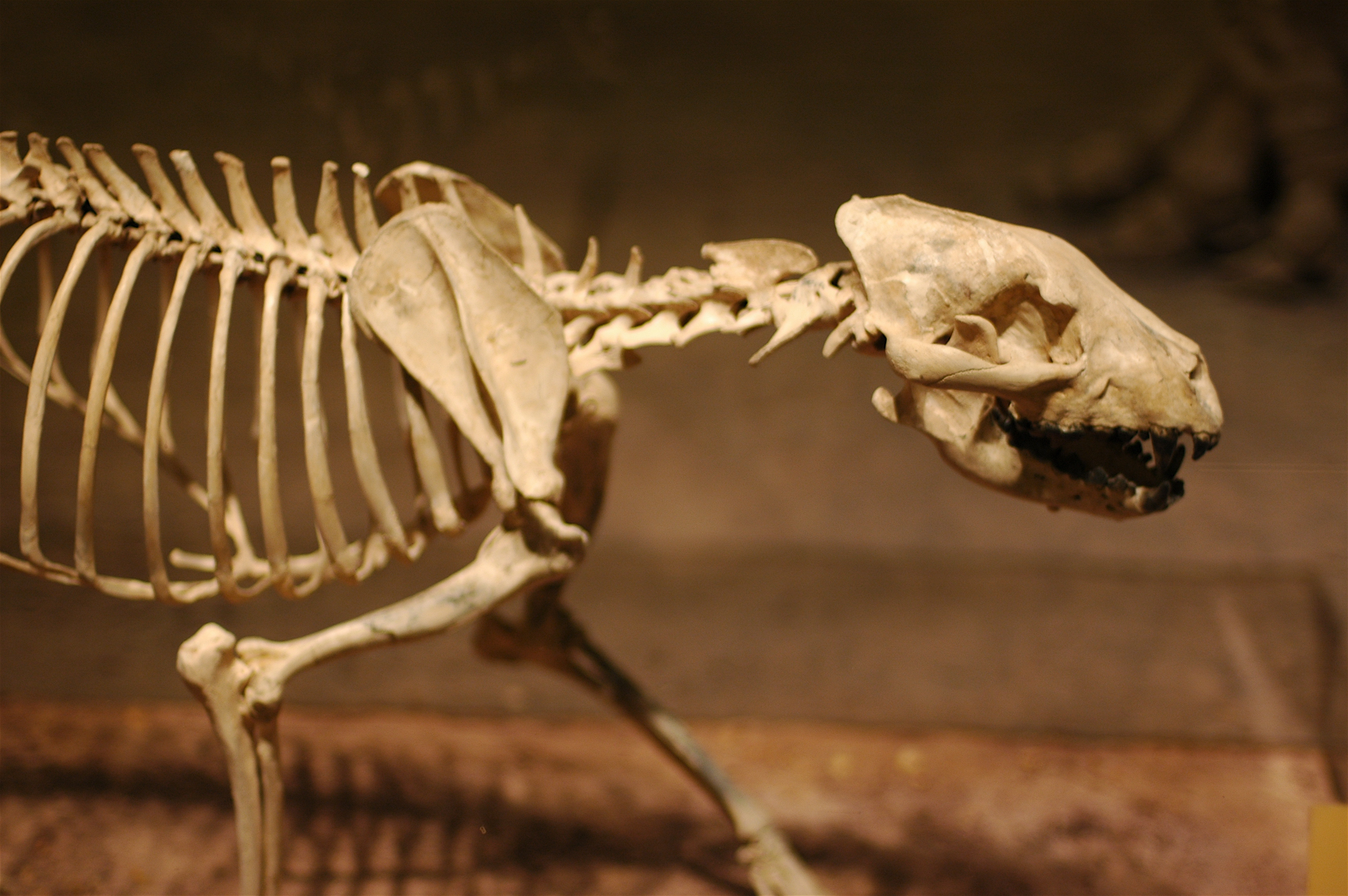
Szkielet A. stirtoni

Aelurodon stanowi część kladu psowatych znanych po angielsku pod nieścisłymi nazwami „bone-crushing” bądź „hyena-like” dogs (psów kruszących kości bądź przypominających hienowate (Hyaenidae)), które wyewoluowały od wcześniejszych rodzajów Protomarctus i Tomarctus. Zapis kopalny przekazuje informacje o kilku gatunkach. Pochodzą one ze środkowych i zachdonich Stanów Zjednoczonych, co wskazuje na szeroki zasięg występowania podczas epoki mioceńskiej. Gatunki znacznych rozmiarów (A. ferox oraz A. taxoides) mogły polować w grupach, jak czynią to dzisiejsze wilki.

## Konkurencja wśród psowatych
Aelurodon żył w tym samym czasie, co inne psowate, zwłaszcza Borophaginae takie, jak Epicyon (20,6—5,330 miliona lat temu), Paratomarctus (16,3—5,3 miliona lat temu), Borophagus (23,3—3,6 miliona lat temu), Carpocyon (20,4—3,9 miliona lat temu) oraz pierwszy z pojawiających się wilków, Canis lepophagus (10,3—1,8 miliona lat temu).

## Etymologia
- Aelurodon: gr. αιλουρος ailouros „kot”; οδους odous, οδοντος odontos „ząb”[9].
- Prohyaena: gr. προ pro „blisko, w pobliżu”; rodzaj Hyaena Brisson, 1762 (hiena)[10]. Gatunek typowy: Canis wheelerianus Cope, 1877 (= Aelurodon ferox Leidy, 1858).
- Strobodon: gr. στροβος strobos „kręcenie się, wirowanie”[11]; οδους odous, οδοντος odontos „ząb”[12]. Gatunek typowy: Strobodon stirtoni Webb, 1969.

## Gatunki
W omawianym rodzaju wyróżnia się 6 gatunków
- Aelurodon asthenostylus Henshaw, 1942 – żył pomiędzy 20,6—13,6 miliona lat temu, nazwę nadali mu Wang et al. in 1999. Skamiliny zostały znalezione na zachodzie Nebraski, północy Kolorado, w Nevadzie i południowo-środkowej Kalifornii. Masę dwóch okazów szacuje się na 33,0 kg i 29,4 kg[13]
- Aelurodon ferox Leidy, 1858 – żył pomiędzy 16,3—10,3 miliona lat temu, nazwę nadał mu Leidy w 1858. Okazy znaleziono na zachodzie Nebraski, w Nowym Meksyku do wybrzeża w Teksasie i południa Montany. Masę dwóch okazów oszacowano na 45,6 kg i 39,9 kg.
- Aelurodon mcgrewi Wang, Tedford & B.E. Taylor, 1999 – żył pomiędzy 16,3—13,6 miliona lat temu. Skamieliny pochodzą z zachodniej Nebraski. Masę dwóch okazów oszacowano na 30,6 kg i 34,7 kg.
- Aelurodon montaneis Wang, Wideman, Nichols & Hanneman, 2004 – żył pomiędzy 16,3—13,6 miliona lat temu.
- Aelurodon stirtoni (Webb, 1969) – żył pomiędzy 16,3—10,3 Ma. Skamieniałości wydobyto na zachodzie Nebraski oraz w Nowym Meksyku. Masę dwóch okazów oszacowano na 33,9 kg i 29,3 kg.
- Aelurodon taxoides Hatcher, 1893 – żył pomiędzy 13,6—5,330 miliona lat temu. Skamieniałości wydobyto na Florydzie, w południowym, jak też północnym Teksasie, w Nowym Meksyku, Kansas i w rejonie zatok w Kalifornii. Masę dwóch okazów oszacowano na 56,3 kg i 48,8 kg.

Nazwę Aelurodon stworzył Joseph Leidy w 1858. Mniejsza linia Aelurodon wyewoluowałą zęby zaadaptowane do diety składającej się wyłącznie z mięsa, trend ten zgadz się z występującymi u innych Borophaginae. Okazy największego z gatunków, Aelurodon taxoides, osiągały wielkość tygrysa azjatyckiego (Panthera tigris).